# Iwan Trifonow
Iwan Trifonow (russisch Иван Трифонов; * 15. Mai 1948) ist ein ehemaliger sowjetischer Radrennfahrer.

## Sportliche Laufbahn
Trifonow war im Straßenradsport aktiv. Er war Teilnehmer der Olympischen Sommerspiele 1972 in München. Beim Sieg von Hennie Kuiper schied er im olympischen Straßenrennen aus. 1972 siegte er in Frankreich im Grand Prix de l’Humanité vor Alois Holík. In der Tour de la Province de Namur wurde er Zweiter und gewann eine Etappe. 1973 konnte er den Sieg im Grand Prix de l’Humanité wiederholen und holte dabei einen Tageserfolg. In Italien gewann er das damals bedeutendste dortige internationale Eintagesrennen für Amateure Gran Premio della Liberazione vor Ján Stejskal.